# بيليساريو ساليناس
بيليساريو ساليناس هو محامي وسياسي بوليفي، ولد في 10 فبراير 1833 في لاباز في بوليفيا، وتوفي بنفس المكان في 17 يوليو 1893. انتخب deputy of Bolivia ‏.